# Rasbora arlequin
Trigonostigma heteromorpha
Espèce
Synonymes
Rasbora heteromorpha (non valide)
Statut de conservation UICN

 LC  : Préoccupation mineure
Le Rasbora  arlequin (Trigonostigma heteromorpha) est une espèce de poissons de la famille des Cyprinidés, originaire d'Asie du Sud-Est (Thaïlande, Malaisie, Sumatra). Il vit dans les étangs, les fossés et tous les marécages à fond tourbeux où la végétation est luxuriante.
C'est un des grands classiques de l'aquariophilie, car c'est un poisson petit, robuste et calme.
Autrefois rattaché au genre Rasbora, ce poisson a longtemps été et continue à être désigné sous le synonyme de Rasbora heteromorpha. Il fut décrit pour la première fois par Duncker en 1904.

## Description
Le Rasbora arlequin mesure jusqu'à 4,5 cm. Son corps est trapu et haut de couleur rosée. Ses nageoires caudale, dorsale et anale tirent vers le rouge. Un triangle noir occupe la partie postérieure du corps, prenant naissance sous la nageoire dorsale et jusqu'à l'anale.
Il est possible de reconnaître un léger dimorphisme sexuel grâce au triangle caudal sombre. Celui-ci est légèrement concave à l'approche du ventre chez la femelle et légèrement convexe chez le mâle.

## Maintenance en captivité
| Origine         | Asie du Sud-Est      | Eau           | Eau douce        |
| Dureté de l'eau | 2 à 12 °GH           | pH            | entre 6 et 7     |
| Température     | 24 à 28 °C           | Volume mini.  | 80 litres        |
| Alimentation    | Omnivore             | Taille adulte | 4 à 5 cm         |
| Reproduction    | Ovipare              | Zone occupée  | Intermédiaire    |
| Sociabilité     | grégaire et paisible | Difficulté    | facile à délicat |

Il demande à vivre en banc d'au moins dix individus et dans un aquarium densément planté à l'eau douce et légèrement acide (PH 6 à 7) à 26 °C.
Ses compagnons doivent être calmes et de petite taille: Gourami nain, barbus, Kuhlii et autres Rasbora.

## Reproduction

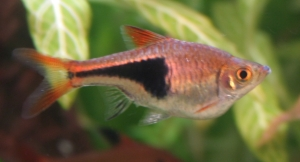

Relativement difficile, la température doit être élevée (28 °C), l'eau très douce et très acide (pH de 5 à 5,7).
Préparer un bac spécial filtré sur tourbe avec une faible hauteur d'eau.
Installer des plantes à grandes feuilles se recourbant en surface (Cryptocoryne ou Echinodorus).
Placer une femelle bien gravide (une femelle au gros ventre) et un mâle et installer l'aquarium au Soleil.
Les rasboras arlequin pondent sur des feuilles de cryptocoryne.
Une fois la ponte terminée, retirer les parents. Après l'éclosion, nourrir les alevins aux infusoires, rotifères et fin plancton de mare.